# Rusz Lívia
Rusz Lívia (Kolozsvár, 1930. szeptember 28. – Budapest, 2020. február 26.) magyar grafikus, festőművész és képregényrajzoló.

## Pályafutása
Rusz Lívia 1949 és 1955 között tanult az Andreescu Képzőművészeti Főiskolán, Miklósi Gábor és Kovács Zoltán tanítványaként. Diplomamunkája A mai lecke címet viseli, amit a Világifjúsági Találkozón mutattak be, a művet az akkor román kormány megvásárolta. 1955-től 1958-ig tanársegédként dolgozott a főiskolán. 1958-tól volt a Napsugár című erdélyi gyermeklap munkatársa, itt jelent meg első képregénye A két nagyokos címmel 1969-ben. 1963-ban teremtette Fodor Sándorral Csipike figuráját, aki jelentős átalakulások után, de még 2000-ben is képregény szereplője. Csipike, a törpe öt kalandja számos fordítást és feldolgozást ért meg.
A román képregények között 1966-ban mutatkozott be A furulya és kancsó (megjelent az Arici Pogonici-ban) és Óz, a nagy varázsló (megjelent a Cravata Roșiéban). 1967-ben a Luminițában jelent meg Kio, a majom, a Cutezători-ban Dan Buzdugan története. Mac (magyarul Mákvirág, a kacsa) történetei az Arici Pogonici-ban jelentek meg. Mac és Cocofifi alakjait Lucia Oltenau román írónővel közösen teremtették meg.
Megrajzolta Verne Kétévi vakációját (1968, megjelent a Napsugárban) Kempelen Farkas sakkautomatájának történetét (1970, A turbános titka; megjelent a Napsugárban). Dolgozott a Dacia, Kriterion, Editora Muzicală kiadóknak, illusztrálta Ion Creangă összes meséit, J. M. Barrie Pán Péterét, J. R. R. Tolkien A babóját, Robert Browning A hamelni furulyás c. meséjét.
1987-ben Magyarországon telepedett le. 1988-ban jelent meg Nem mind arany, ami fénylik c. nagy sikerű, 40 oldalas képregénye, egy évvel később ennek párja, a Miskati közbelép.
1998-ban kereste meg Kiss Ferenc képregénygyűjtő-forgatókönyvíró, hogy szeretne együtt dolgozni vele. A Kis Füles részére készítették el a Prométheusz, a rosszmájú jótevő c. történetet. Ezzel párhuzamosan futott a Dörmögő Dömötörben Kalamajkáról szóló sorozata.